# Deutsche Leichtathletik-Hallenmeisterschaften 2027
Die 74. Deutschen Leichtathletik-Hallenmeisterschaften werden voraussichtlich vom 19. Februar bis zum 21. Februar 2027 ausgetragen.